# TTS Media Music
TTS Media Music war ein deutsches Musiklabel, das von 1999 bis 2004 Tonträger veröffentlichte. Geführt wurde das Label von Jörg Rainer Friede, der vor Ort in Osterholz-Scharmbeck auch das labeleigene Musikstudio Tepa Tape Studio betrieb. Für den Vertrieb zeichnete Alive verantwortlich.

## Veröffentlichungen (Auswahl)
- Crystal Shark – Megalodon (2003)
- Drecksau – Kältekammer (2003)
- Infinite Horizon – Mind Passages (2003)
- Unrest – Restless and Live (Livealbum, 2000)
- Visions of Atlantis – Eternal Endless Infinity (2002)
- Wolfen – Humanity... Sold Out! (2003)